# Showgirl (album)
Showgirl è il secondo album live della cantante australiana Kylie Minogue pubblicato nel dicembre 2005 per la Parlophone Records. L'album è stato pubblicato in concomitanza alla pubblicazione della cover di Over the Rainbow, pubblicata come singolo digitale tratto dal DVD Kylie Showgirl.

## Tracce
1. Better the Devil You Know
2. What Do I Have to Do?
3. Spinning Around
4. Slow
5. Red Blooded Woman/Where the Wild Roses Grow
6. I Believe in You
7. Can't Get You Out of My Head
8. Love at First Sight